# 上劳赫
上劳赫是德国莱茵兰-普法尔茨州的一个市镇。总面积3.59平方公里，总人口59人，其中男性35人，女性24人（2011年12月31日），人口密度16人/平方公里。